# 八次村
八次村（やつぎむら）は、広島県双三郡にあった村。現在の三次市の一部にあたる。

## 地理
三次盆地の中央部、馬洗川の下流域に位置していた。

## 歴史
- 1889年（明治22年）4月1日、町村制の施行により、三次郡南畠敷村、畠敷村、四拾貫村、後山村が合併して村制施行し、八次村が発足[1][2]。旧村名を継承した南畠敷、畠敷、四拾貫、後山の4大字を編成[1]。
- 1898年（明治31年）10月1日、郡の統合により双三郡に所属[1][2]。
- 1937年（昭和12年）3月1日、双三郡十日市町と合併し、十日市町が存続して廃止された[1][2]。

### 地名の由来
中世この地域を八次村と称していたことによる。

## 産業
- 農業、柿、干柿[1]

## 交通

### 鉄道
- 1922年（大正11年）芸備鉄道（現芸備線）開通し八次駅開設[1]。

## 教育
- 1898年（明治31年）広島県第三尋常中学校開校（現広島県立三次高等学校）[1]。